# Peucedanum naegeleanum
Peucedanum naegeleanum är en flockblommig växtart som först beskrevs av H.Wolff, och fick sitt nu gällande namn av Minosuke Hiroe. Peucedanum naegeleanum ingår i släktet siljor, och familjen flockblommiga växter. Inga underarter finns listade i Catalogue of Life.